# Grand Prix Číny 2024
Grand Prix Číny 2024 (oficiálně Formula 1 Lenovo Chinese Grand Prix 2024) se jela na okruhu Shanghai International Circuit v Šanghaji v Číně dne 21. dubna 2024. Závod byl pátým v pořadí v sezóně 2024 šampionátu Formule 1 a prvním v sezóně ve sprintovém formátu.

## Sprintový rozstřel
Sprintový rozstřel se uskutečnil 19. dubna 2024 v 15:30 místního času (UTC+8).
| Poř.                        | Č. | Jezdec           | Konstruktér                  | Časy v kvalifikaci | Časy v kvalifikaci | Časy v kvalifikaci | Pořadí na startu |
| Poř.                        | Č. | Jezdec           | Konstruktér                  | SQ1                | SQ2                | SQ3                | Pořadí na startu |
| --------------------------- | -- | ---------------- | ---------------------------- | ------------------ | ------------------ | ------------------ | ---------------- |
| 1                           | 4  | Lando Norris     | McLaren-Mercedes             | 1:36.384           | 1:36.047           | 1:57.940           | 1                |
| 2                           | 44 | Lewis Hamilton   | Mercedes                     | 1:37.181           | 1:36.287           | 1:59.201           | 2                |
| 3                           | 14 | Fernando Alonso  | Aston Martin Aramco-Mercedes | 1:36.883           | 1:36.119           | 1:59.915           | 3                |
| 4                           | 1  | Max Verstappen   | Red Bull Racing-Honda RBPT   | 1:36.456           | 1:35.606           | 2:00.028           | 4                |
| 5                           | 55 | Carlos Sainz Jr. | Ferrari                      | 1:36.719           | 1:36.052           | 2:00.214           | 5                |
| 6                           | 11 | Sergio Pérez     | Red Bull Racing-Honda RBPT   | 1:36.110           | 1:35.781           | 2:00.375           | 6                |
| 7                           | 16 | Charles Leclerc  | Ferrari                      | 1:36.537           | 1:35.711           | 2:00.566           | 7                |
| 8                           | 81 | Oscar Piastri    | McLaren-Mercedes             | 1:36.542           | 1:35.853           | 2:00.990           | 8                |
| 9                           | 77 | Valtteri Bottas  | Kick Sauber-Ferrari          | 1:37.112           | 1:36.056           | 2:01.044           | 9                |
| 10                          | 24 | Čou Kuan-jü      | Kick Sauber-Ferrari          | 1:37.544           | 1:36.307           | 2:03.537           | 10               |
| 11                          | 63 | George Russell   | Mercedes                     | 1:37.310           | 1:36.345           |                    | 11               |
| 12                          | 20 | Kevin Magnussen  | Haas-Ferrari                 | 1:37.033           | 1:36.473           |                    | 12               |
| 13                          | 27 | Nico Hülkenberg  | Haas-Ferrari                 | 1:36.924           | 1:36.478           |                    | 13               |
| 14                          | 3  | Daniel Ricciardo | RB-Honda RBPT                | 1:37.321           | 1:36.553           |                    | 14               |
| 15                          | 18 | Lance Stroll     | Aston Martin Aramco-Mercedes | 1:36.961           | 1:36.677           |                    | 15               |
| 16                          | 10 | Pierre Gasly     | Alpine-Renault               | 1:37.632           |                    |                    | 16               |
| 17                          | 31 | Esteban Ocon     | Alpine-Renault               | 1:37.720           |                    |                    | 17               |
| 18                          | 23 | Alexander Albon  | Williams-Mercedes            | 1:37.812           |                    |                    | 18               |
| 19                          | 22 | Júki Cunoda      | RB-Honda RBPT                | 1:37.892           |                    |                    | 19               |
| 20                          | 2  | Logan Sargeant   | Williams-Mercedes            | 1:37.923           |                    |                    | 20               |
| 107 % času vítěze: 1:42.837 |    |                  |                              |                    |                    |                    |                  |
| Zdroj:                      |    |                  |                              |                    |                    |                    |                  |

## Sprint
Sprint se uskutečnil 20. dubna 2024 v 11:00 místního času (UTC+8).
| Poř.                                                                                | No. | Jezdec           | Konstruktér                  | Počet kol | Čas/Odstoupení | Start | Body |
| ----------------------------------------------------------------------------------- | --- | ---------------- | ---------------------------- | --------- | -------------- | ----- | ---- |
| 1                                                                                   | 1   | Max Verstappen   | Red Bull Racing-Honda RBPT   | 19        | 32:04.660      | 4     | 8    |
| 2                                                                                   | 44  | Lewis Hamilton   | Mercedes                     | 19        | +13.043        | 2     | 7    |
| 3                                                                                   | 11  | Sergio Pérez     | Red Bull Racing-Honda RBPT   | 19        | +15.258        | 5     | 6    |
| 4                                                                                   | 16  | Charles Leclerc  | Ferrari                      | 19        | +17.486        | 7     | 5    |
| 5                                                                                   | 55  | Carlos Sainz Jr. | Ferrari                      | 19        | +20.696        | 5     | 4    |
| 6                                                                                   | 4   | Lando Norris     | McLaren-Mercedes             | 19        | +22.088        | 1     | 3    |
| 7                                                                                   | 81  | Oscar Piastri    | McLaren-Mercedes             | 19        | +24.713        | 8     | 2    |
| 8                                                                                   | 63  | George Russell   | Mercedes                     | 19        | +25.696        | 11    | 1    |
| 9                                                                                   | 24  | Čou Kuan-jü      | Kick Sauber-Ferrari          | 19        | +31.951        | 10    |      |
| 10                                                                                  | 20  | Kevin Magnussen  | Haas-Ferrari                 | 19        | +37.398        | 12    |      |
| 11                                                                                  | 3   | Daniel Ricciardo | RB-Honda RBPT                | 19        | +37.840        | 14    |      |
| 12                                                                                  | 77  | Valtteri Bottas  | Kick Sauber-Ferrari          | 19        | +38.295        | 9     |      |
| 13                                                                                  | 31  | Esteban Ocon     | Alpine-Renault               | 19        | +39.841        | 17    |      |
| 14                                                                                  | 18  | Lance Stroll     | Aston Martin Aramco-Mercedes | 19        | +40.299        | 15    |      |
| 15                                                                                  | 10  | Pierre Gasly     | Alpine-Renault               | 19        | +40.838        | 16    |      |
| 16                                                                                  | 22  | Júki Cunoda      | RB-Honda RBPT                | 19        | +41.870        | 19    |      |
| 17                                                                                  | 23  | Alexander Albon  | Williams-Mercedes            | 19        | +42.998        | 18    |      |
| 18                                                                                  | 2   | Logan Sargeant   | Williams-Mercedes            | 19        | +46.352        | 20    |      |
| 19                                                                                  | 27  | Nico Hülkenberg  | Haas-Ferrari                 | 19        | +49.630        | 13    |      |
| 20                                                                                  | 14  | Fernando Alonso  | Aston Martin Aramco-Mercedes | 17        | Poškození      | 3     |      |
| Nejrychlejší kolo: Max Verstappen (Red Bull Racing-Honda RBPT) – 1:40.331 (3. kolo) |     |                  |                              |           |                |       |      |
| Zdroj:                                                                              |     |                  |                              |           |                |       |      |

Poznámky
1. ↑  Fernando Alonso byl klasifikován, jelikož odjel více než 90 % délky závodu.

## Kvalifikace
Kvalifikace se uskutečnil 20. dubna 2024 v 15:00 místního času (UTC+8).
| Poř.                        | Č. | Jezdec           | Konstruktér                  | Časy v kvalifikaci | Časy v kvalifikaci | Časy v kvalifikaci | Pořadí na startu |
| Poř.                        | Č. | Jezdec           | Konstruktér                  | Q1                 | Q2                 | Q3                 | Pořadí na startu |
| --------------------------- | -- | ---------------- | ---------------------------- | ------------------ | ------------------ | ------------------ | ---------------- |
| 1                           | 1  | Max Verstappen   | Red Bull Racing-Honda RBPT   | 1:34.742           | 1:33.794           | 1:33.660           | 1                |
| 2                           | 11 | Sergio Pérez     | Red Bull Racing-Honda RBPT   | 1:35.457           | 1:34.026           | 1:33.982           | 2                |
| 3                           | 14 | Fernando Alonso  | Aston Martin Aramco-Mercedes | 1:35.116           | 1:34.652           | 1:34.148           | 3                |
| 4                           | 4  | Lando Norris     | McLaren-Mercedes             | 1:34.842           | 1:34.460           | 1:34.165           | 4                |
| 5                           | 81 | Oscar Piastri    | McLaren-Mercedes             | 1:35.014           | 1:34.659           | 1:34.273           | 5                |
| 6                           | 16 | Charles Leclerc  | Ferrari                      | 1:34.797           | 1:34.399           | 1:34.289           | 6                |
| 7                           | 55 | Carlos Sainz Jr. | Ferrari                      | 1:34.970           | 1:34.368           | 1:34.297           | 7                |
| 8                           | 63 | George Russell   | Mercedes                     | 1:35.084           | 1:34.609           | 1:34.433           | 8                |
| 9                           | 27 | Nico Hülkenberg  | Haas-Ferrari                 | 1:35.068           | 1:34.667           | 1:34.604           | 9                |
| 10                          | 77 | Valtteri Bottas  | Kick Sauber-Ferrari          | 1:35.169           | 1:34.769           | 1:34.665           | 10               |
| 11                          | 18 | Lance Stroll     | Aston Martin Aramco-Mercedes | 1:35.334           | 1:34.838           |                    | 11               |
| 12                          | 3  | Daniel Ricciardo | RB-Honda RBPT                | 1:35.443           | 1:34.934           |                    | 12               |
| 13                          | 31 | Esteban Ocon     | Alpine-Renault               | 1:35.356           | 1:35.223           |                    | 13               |
| 14                          | 23 | Alexander Albon  | Williams-Mercedes            | 1:35.384           | 1:35.241           |                    | 14               |
| 15                          | 10 | Pierre Gasly     | Alpine-Renault               | 1:35.287           | 1:35.463           |                    | 15               |
| 16                          | 24 | Čou Kuan-jü      | Kick Sauber-Ferrari          | 1:35.505           |                    |                    | 16               |
| 17                          | 20 | Kevin Magnussen  | Haas-Ferrari                 | 1:35.516           |                    |                    | 17               |
| 18                          | 44 | Lewis Hamilton   | Mercedes                     | 1:35.573           |                    |                    | 18               |
| 19                          | 22 | Júki Cunoda      | RB-Honda RBPT                | 1:35.746           |                    |                    | 19               |
| 20                          | 2  | Logan Sargeant   | Williams-Mercedes            | 1:36.358           |                    |                    | PL               |
| 107 % času vítěze: 1:41.373 |    |                  |                              |                    |                    |                    |                  |
| Zdroj:                      |    |                  |                              |                    |                    |                    |                  |

Poznámky
1. ↑  Logan Sargeant se kvalifikoval jako 20., musel ale odstartovat z pit lane poté, co došlo k úpravám jeho monopostu během parc fermé.

## Závod
Závod se uskutečnil 21. dubna 2024 v 15:00 místního času (UTC+8).
| Poř.                                                                                    | No. | Jezdec           | Konstruktér                  | Počet kol | Čas/Odstoupení  | Start | Body |
| --------------------------------------------------------------------------------------- | --- | ---------------- | ---------------------------- | --------- | --------------- | ----- | ---- |
| 1                                                                                       | 1   | Max Verstappen   | Red Bull Racing-Honda RBPT   | 56        | 1:40:52.554     | 1     | 25   |
| 2                                                                                       | 4   | Lando Norris     | McLaren-Mercedes             | 56        | +13.773         | 4     | 18   |
| 3                                                                                       | 11  | Sergio Pérez     | Red Bull Racing-Honda RBPT   | 56        | +19.160         | 2     | 15   |
| 4                                                                                       | 16  | Charles Leclerc  | Ferrari                      | 56        | +23.623         | 6     | 12   |
| 5                                                                                       | 55  | Carlos Sainz Jr. | Ferrari                      | 56        | +33.983         | 7     | 10   |
| 6                                                                                       | 63  | George Russell   | Mercedes                     | 56        | +38.724         | 8     | 8    |
| 7                                                                                       | 14  | Fernando Alonso  | Aston Martin Aramco-Mercedes | 56        | +43.414         | 3     | 7    |
| 8                                                                                       | 81  | Oscar Piastri    | McLaren-Mercedes             | 56        | +56.198         | 5     | 4    |
| 9                                                                                       | 44  | Lewis Hamilton   | Mercedes                     | 56        | +57.986         | 18    | 2    |
| 10                                                                                      | 27  | Nico Hülkenberg  | Haas-Ferrari                 | 56        | +1:00.476       | 9     | 1    |
| 11                                                                                      | 31  | Esteban Ocon     | Alpine-Renault               | 56        | +1:02.812       | 13    |      |
| 12                                                                                      | 23  | Alexander Albon  | Williams-Mercedes            | 56        | +1:05.506       | 14    |      |
| 13                                                                                      | 10  | Pierre Gasly     | Alpine-Renault               | 56        | +1:09.223       | 15    |      |
| 14                                                                                      | 24  | Čou Kuan-jü      | Kick Sauber-Ferrari          | 56        | +1:11.689       | 16    |      |
| 15                                                                                      | 18  | Lance Stroll     | Aston Martin Aramco-Mercedes | 56        | +1:22.786       | 11    |      |
| 16                                                                                      | 20  | Kevin Magnussen  | Haas-Ferrari                 | 56        | +1:27.533       | 17    |      |
| 17                                                                                      | 2   | Logan Sargeant   | Williams-Mercedes            | 56        | +1:35.110       | PL    |      |
| Ret                                                                                     | 3   | Daniel Ricciardo | RB-Honda RBPT                | 33        | Následky nehody | 12    |      |
| Ret                                                                                     | 22  | Júki Cunoda      | RB-Honda RBPT                | 26        | Kolize          | 19    |      |
| Ret                                                                                     | 77  | Valtteri Bottas  | Kick Sauber-Ferrari          | 19        | Motor           | 10    |      |
| Nejrychlejší kolo: Fernando Alonso (Aston Martin Aramco-Mercedes) – 1:37.810 (45. kolo) |     |                  |                              |           |                 |       |      |
| Zdroj:                                                                                  |     |                  |                              |           |                 |       |      |

Poznámky
1. ↑  Včetně bodu za nejrychlejší kolo.
2. ↑  Kevin Magnussen skončil 15., ale obdržel penalizaci 10 sekund za způsobení nehody s Júkim Cunodou.
3. ↑  Logan Sargeant obdržel penalizaci 10 sekund za předjetí Nico Hülkenberga během safety caru. Jeho konečná pozice tím nebyla ovlivněna.

## Průběžné pořadí po závodě
|        | Pořadí | Jezdec           | Body |
| ------ | ------ | ---------------- | ---- |
|        | 1      | Max Verstappen   | 110  |
|        | 2      | Sergio Pérez     | 85   |
|        | 3      | Charles Leclerc  | 76   |
|        | 4      | Carlos Sainz Jr. | 69   |
|        | 5      | Lando Norris     | 58   |
| Zdroj: |        |                  |      |

|        | Pořadí | Konstruktér                  | Body |
| ------ | ------ | ---------------------------- | ---- |
|        | 1      | Red Bull Racing-Honda RBPT   | 195  |
|        | 2      | Ferrari                      | 151  |
|        | 3      | McLaren-Mercedes             | 96   |
|        | 4      | Mercedes                     | 52   |
|        | 5      | Aston Martin Aramco-Mercedes | 40   |
| Zdroj: |        |                              |      |